# Сейдісфіордюр
Сейдісфіордюр (ісл. Seyðisfjörður) — містечко та муніципалітет Ісландії, що розташовується на східному узбережжі країни в регіоні Аустурланд. У місті функціонує порт з міжнародними сполученнями до Фарерських Островів та Данії.
Дорога через гірський перевал Ф'ярдархеїді (ісл. Fjarðarheiði) сполучає Сейдісфьордюр з рештою Ісландії; 27 км до кільцевої дороги та міста Егільсстадіра. 

## Географія
Розташовується на східному узбережжі країни, наприкінці Сейдіс-фіорду.
Сейдісфьордюр оточений горами і найвідоміша з них гора Бьоульвюр (ісл. Bjólfur), що розташована на захід від міста. 
Власне фіорд доступний з будь-якої сторони завдяки головній дорозі, яка проходить через місто. Тут можна знайти колонії птахів Fratercula, а також руїни стародавніх поселень, таких як Вестдалсейрі (ісл. Vestdalseyri), звідки свого часу була перенесена місцева церква.

### Клімат
| Клімат Сейдісфіордюра (1981-2000) | Клімат Сейдісфіордюра (1981-2000) | Клімат Сейдісфіордюра (1981-2000) | Клімат Сейдісфіордюра (1981-2000) | Клімат Сейдісфіордюра (1981-2000) | Клімат Сейдісфіордюра (1981-2000) | Клімат Сейдісфіордюра (1981-2000) | Клімат Сейдісфіордюра (1981-2000) | Клімат Сейдісфіордюра (1981-2000) | Клімат Сейдісфіордюра (1981-2000) | Клімат Сейдісфіордюра (1981-2000) | Клімат Сейдісфіордюра (1981-2000) | Клімат Сейдісфіордюра (1981-2000) | Клімат Сейдісфіордюра (1981-2000) |
| Показник                          | Січ.                              | Лют.                              | Бер.                              | Квіт.                             | Трав.                             | Черв.                             | Лип.                              | Серп.                             | Вер.                              | Жовт.                             | Лист.                             | Груд.                             |                                   |
| Абсолютний максимум, °C           | 17,5                              | 16,0                              | 15,4                              | 21,0                              | 21,5                              | 26,6                              | 27,0                              | 25,0                              | 25,0                              | 22,0                              | 20,7                              | 18,0                              |                                   |
| Середній максимум, °C             | 3,0                               | 2,9                               | 3,1                               | 4,7                               | 8,4                               | 11,3                              | 13,0                              | 13,2                              | 10,0                              | 6,4                               | 4,4                               | 2,7                               |                                   |
| Середня температура, °C           | −0,2                              | −0,3                              | −0,1                              | 1,4                               | 4,9                               | 7,8                               | 9,9                               | 9,9                               | 7,2                               | 3,8                               | 1,5                               | −0,2                              |                                   |
| Середній мінімум, °C              | −3,5                              | −3,5                              | −3,5                              | −1,6                              | 1,8                               | 4,8                               | 7,1                               | 7,0                               | 4,2                               | 0,8                               | −1,5                              | −3,3                              |                                   |
| Абсолютний мінімум, °C            | −18                               | −15,2                             | −18                               | −12,6                             | −8,4                              | −3,5                              | 1,0                               | 0,0                               | −5,7                              | −9,9                              | −14                               | −15,8                             |                                   |
| Норма опадів, мм                  | 210.7                             | 156.1                             | 160.5                             | 94.2                              | 67.0                              | 55.9                              | 56.8                              | 95.0                              | 173.4                             | 214.2                             | 178.1                             | 188.6                             |                                   |
| --------------------------------- | --------------------------------- | --------------------------------- | --------------------------------- | --------------------------------- | --------------------------------- | --------------------------------- | --------------------------------- | --------------------------------- | --------------------------------- | --------------------------------- | --------------------------------- | --------------------------------- | --------------------------------- |
| Джерело: Icelandic Met Office     |                                   |                                   |                                   |                                   |                                   |                                   |                                   |                                   |                                   |                                   |                                   |                                   |                                   |

## Туризм

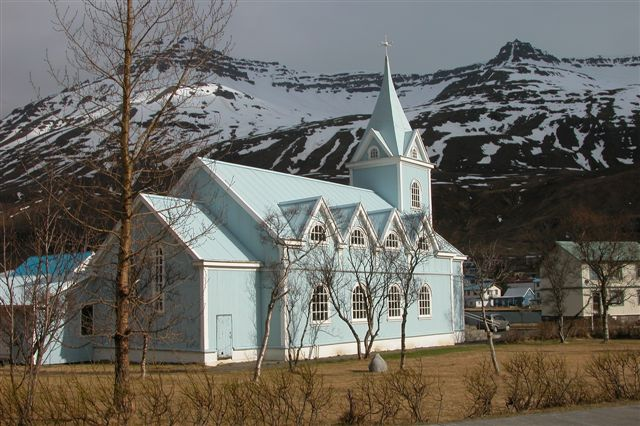
Церква

Місто Сейдісфіордюр відоме своїми старовинними дерев'яними будівлями. У місті можна знайти спеціально відведені місця для автотуристів, пристосування для туристів, плавальний басейн, бібліотеку, готель, поліцейський пост, винний магазин та інші роздрібні види діяльності, а також приміщення та студії для художників-початківців.
Сейдісфіордюр є культурним місцем з центром мистецтва, телекомунікаційним музеєм та двома кінотеатрами. Щороку в липні у місті проводиться Літній Фестиваль Музики Лунга. Тут жив і працював у своїй особистій артстудії всесвітньо відомий художник Дітер Рот . Академія Дітер Рот знаходиться у Скафтфелді.
В околицях міста є декілька водоспадів. 
Найпопулярніша екскурсія стартує із самого серця міста, на східному березі річки Ф'ярдарау (ісл. Fjarðará). Далі вгору за течією є 25 водоспадів, об'єкти полювання класичних художників.
Взимку перевал Фьярдархеїді використовують для катання на лижах.

## Історія
Як і в багатьох інших портових міст, історія виникнення міста Сейдісфіордюр почалося з появою на цій території данських торговців, що влаштувалися тут у середині 1800 року. 
Перше поселення в околицях Сейдіс-фіорд виникло в 1848 році. В 1870 — 1900 роках цей терен заселяли норвезькі рибалки, які будували дерев'яні будинки, рибні магазини, громадські будинки, деякі з яких залишилися в місті досі. 
Вони залишили на розвиток міста найбільший вплив.
В 1895 році поселення набуло статусу міста.
Перші телефонні лінії були прокладені по Ісландії через місто Сейдісфіордюр в 1906 році , що робило його центром телекомунікацій до середини минулого століття. 
На головній річці міста в 1913 була побудована гідроелектростанція, надавши місту новий статус, найперше місто в Ісландії, в якому з'явилася електрика.
З 1980 року поромний шлях Норрюна сполучив Ісландію з Фарерськими островами, Шотландією, Данією та Норвегією .
Під час Другої світової війни Сейдісфіордюр був використаний як база для британських і американських військ і для конвою антигітлерівської коаліції , що прямували до Мурманську
Залишки їх діяльності видно по всьому фіорду: злітно-посадкова смуга, і танкер Ель-Грілло, що затонув, зазнавши бомбардування. 
Воно залишається одним із найвідоміших місць у нижній частині фіорду для сучасних водолазів.
Після недавнього закриття рибного заводу місто зосередило всю свою економіку на туризмі, хоча воно, як і раніше, є важливим рибним портом на східному березі Ісландії.

## Порт

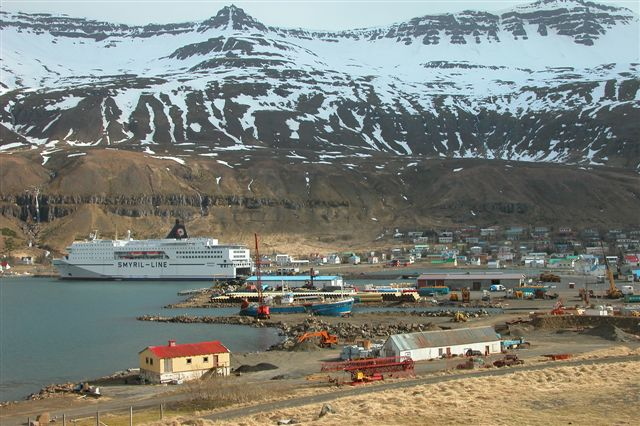
MS Norröna пришвартований у гавані Сейдісфіордюра.

Щотижня автомобільний пором MS Norröna компанії Smyril Line прибуває до Сейдісфьордюра з Гіртсгальса в Данії та Торсгавна на Фарерських островах. Це єдиний автомобільний пором між Ісландією та іншими країнами.